# Campeonato Mundial de Natação em Piscina Curta de 2014 - 4x100 m livre feminino
A prova dos 4x100 metros livre feminino do Campeonato Mundial de Natação em Piscina Curta de 2014 foi disputado em 5 de dezembro no Centro Aquático Aspire Sports Complex em Doha.

## Recordes
Antes desta competição, os recordes mundiais e do campeonato nesta prova eram os seguintes:
|    | Nacionalidade | Tempo   | Local      | Data                   |
| -- | ------------- | ------- | ---------- | ---------------------- |
| WR | Países Baixos | 3:28.22 | Amesterdão | 19 de dezembro de 2008 |
| CR | Países Baixos | 3:28.54 | Dubai      | 18 de dezembro de 2010 |

Os seguintes recordes foram estabelecidos durante a competição: 
| Data          | Prova | Nacionalidade | Tempo   | Recorde |
| ------------- | ----- | ------------- | ------- | ------- |
| 5 de dezembro | Final | Países Baixos | 3:26.53 | WR      |

## Medalhistas
| Ouro                                                                                    | Prata                                                                                   | Bronze                                                                             |
| Países Baixos · Inge Dekker · Femke Heemskerk · Maud van der Meer · Ranomi Kromowidjojo | Estados Unidos · Natalie Coughlin · Abbey Weitzeil · Madison Kennedy · Shannon Vreeland | Itália · Erika Ferraioli · Silvia Di Pietro · Aglaia Pezzato · Federica Pellegrini |

## Resultados

### Eliminatórias
As eliminatórias ocorreram dia 5 de dezembro. 
| Colocação | Bateria | Raia | Nacionalidade    | Nome | Tempo   | Notas |
| --------- | ------- | ---- | ---------------- | --- | ------- | ----- |
| 1         | 1       | 4    | Estados Unidos   | Natalie Coughlin (51.93) Amy Bilquist (53.05) Madison Kennedy (52.52) Amanda Weir (53.52)                           | 3:31.02 | Q     |
| 2         | 2       | 5    | Dinamarca        | Mie Nielsen (53.13) Julie Levisen (53.79) Pernille Blume (53.29) Jeanette Ottesen (52.74)                           | 3:32.95 | Q     |
| 3         | 2       | 6    | Itália           | Silvia Di Pietro (53.39) Erika Ferraioli (53.15) Alice Mizzau (54.29) Federica Pellegrini (52.82)                   | 3:33.65 | Q     |
| 4         | 1       | 5    | China            | Qiu Yuhan (53.24) Tang Yi (53.18) Shen Duo (53.47) Zhang Yufei (54.23)                                              | 3:34.12 | Q     |
| 5         | 2       | 7    | Brasil           | Larissa Oliveira (53.48) Daynara de Paula (53.42) Daiane Oliveira (53.90) Alessandra Marchioro (53.71)              | 3:34.51 | Q, SA |
| 6         | 2       | 4    | Japão            | Miki Uchida (52.71) Yayoi Matsumoto (53.61) Tomomi Aoki (53.78) Rino Hosoda (54.53)                                 | 3:34.63 | Q     |
| 7         | 2       | 0    | Países Baixos    | Maud van der Meer (53.39) Esmee Vermeulen (53.63) Rieneke Terink (55.54) Femke Heemskerk (52.32)                    | 3:34.88 | Q     |
| 8         | 1       | 7    | Alemanha         | Anna Dietterle (54.60) Annika Bruhn (53.16) Marlene Huther (54.68) Daniela Schreiber (52.91)                        | 3:35.35 | Q     |
| 9         | 1       | 6    | Áustria          | Lena Kreundl (54.34) Birgit Koschischek (53.75) Lisa Zaiser (54.18) Jördis Steinegger (54.59)                       | 3:36.86 |       |
| 10        | 2       | 1    | Rússia           | Rozaliya Nasretdinova (54.24) Viktoriya Andreyeva (54.44) Arina Openysheva (54.29) Margarita Nesterova (54.01)      | 3:36.98 |       |
| 11        | 2       | 2    | África do Sul    | Lehesta Kemp (55.83) Erin Gallagher (54.31) Trudi Maree (55.18) Rene Warnes (57.04)                                 | 3:42.36 |       |
| 12        | 2       | 8    | Turquia          | İlknur Nihan Çakıcı (56.59) Esra Kübra Kaçmaz (56.85) Sezin Eligul (56.85) Ekaterina Avramova (53.75)               | 3:44.04 |       |
| 13        | 1       | 2    | Macau            | Tan Chi Yan (58.76) Lei On Kei (58.70) Long Chi Wai (1:00.07) Choi Weng Tong (1:00.70)                              | 3:58.23 |       |
| 14        | 1       | 8    | Índia            | Anusha Sanjeev Mehta (1:00.96) Malavika Vishwanath (1:00.00) Thalasha Satish Prabhu (59.50) Aditi Dhumatkar (58.12) | 3:58.58 |       |
| 15        | 1       | 3    | Seicheles        | Alexus Laird (56.78) Anisha Payet (1:06.22) Maria Marzocchi (1:07.92) Felicity Passon (56.93)                       | 4:07.85 |       |
| 16        | 1       | 1    | Papua-Nova Guiné | Savannah Tkatchenko (1:01.90) Shanice Paraka (1:03.50) Tegan McCarthy (1:04.60) Anna-Liza Mopio-Jane (58.36)        | 4:08.36 |       |
| —         | 2       | 3    | Suécia           | | DNS     |       |

### Final
A final teve sua disputa realizada em 5 de dezembro. 
| Colocação         | Raia | Nacionalidade  | Nome                                                                                                   | Tempo   | Notas |
| ----------------- | ---- | -------------- | --- | ------- | ----- |
| Medalha de ouro   | 1    | Países Baixos  | Inge Dekker (52.39) Femke Heemskerk (50.58) Maud van der Meer (52.55) Ranomi Kromowidjojo (51.01)      | 3:26.53 | WR    |
| Medalha de prata  | 4    | Estados Unidos | Natalie Coughlin (52.25) Abbey Weitzeil (51.57) Madison Kennedy (51.82) Shannon Vreeland (52.06)       | 3:27.70 |       |
| Medalha de bronze | 3    | Itália         | Erika Ferraioli (52.70) Silvia Di Pietro (52.30) Aglaia Pezzato (52.72) Federica Pellegrini (51.76)    | 3:29.48 |       |
| 4                 | 5    | Dinamarca      | Jeanette Ottesen (51.91) Julie Levisen (53.26) Mie Nielsen (52.03) Pernille Blume (52.66)              | 3:29.86 |       |
| 5                 | 6    | China          | Qiu Yuhan (53.28) Tang Yi (52.64) Shen Duo (52.29) Zhang Yufei (53.57)                                 | 3:31.78 |       |
| 6                 | 7    | Japão          | Miki Uchida (51.83) Yayoi Matsumoto (52.93) Tomomi Aoki (53.67) Rino Hosoda (53.88)                    | 3:32.31 |       |
| 7                 | 2    | Brasil         | Larissa Oliveira (53.46) Daynara de Paula (53.88) Daiane Oliveira (53.03) Alessandra Marchioro (53.56) | 3:33.93 | SA    |
| 8                 | 8    | Alemanha       | Anna Dietterle (54.13) Annika Bruhn (52.84) Marlene Huther (54.38) Daniela Schreiber (53.36)           | 3:34.71 |       |

Legenda
| Recorde mundial       | Recorde mundial (World record)               |                       | Recorde africano                      | Recorde africano (African) |                                           | Q | Classificado por posição (Qualified) |
| Recorde do campeonato | Recorde do campeonato (Championship record)  | Recorde da América    | Recorde da América (Americas)         | q                          | Classificado por melhor tempo (Qualified) |   |                                      |
| Melhor marca do ano   | Melhor marca do ano (World leading)          | Recorde asiático      | Recorde asiático (Asian)              | DNS                        | Não largou (Did not start)                |   |                                      |
| Recorde nacional      | Recorde nacional (National record)           | Recorde europeu       | Recorde europeu (European)            | DNF                        | Não terminou (Did not finish)             |   |                                      |
| Recorde pessoal       | Recorde pessoal do atleta (Personal best)    | Recorde da Oceania    | Recorde da Oceania (Oceania)          | DSQ / DQ                   | Desclassificado (Disqualified)            |   |                                      |
| Recorde da temporada  | Recorde da temporada do atleta (Season best) | Recorde sul-americano | Recorde sul-americano (South America) | NM                         | Sem marca (No mark)                       |   |                                      |